# Sylvano Bussotti
Sylvano Bussotti   (Florència, 1 d'octubre de 1931 - Milà, 19 de setembre de 2021) fou un compositor que cultivà altres disciplines artístiques com la pintura, la poesia, la novel·la, la direcció teatral i cinematogràfica, el cant o l'escenografia.

## Infantesa i joventut
Nascut en el si d'una família d'artistes (el seu oncle Tono Zancanaro i el seu germà Renzo són artistes figuratius). De molt jove començà a estudiar violí. Es matriculà en un curs de composició musical en el Conservatori Luigi Cherubinide Florència, on rebé classes de Roberto Lupi i de Luigi Dallapiccola. La Segona Guerra Mundial l'obligà a abandonar els estudis. Des de llavors, completarà la seva formació de forma autodidacta, fins que el 1956 es converteix en alumne de Max Deutsch a París. En la capital francesa coincidirà amb Pierre Boulez, amb qui (junt al musicòleg Heinz-Klaus Metzger) el convidarà a seguir els Cursos d'estiu de Darmstadt.

## Primeres estrenes

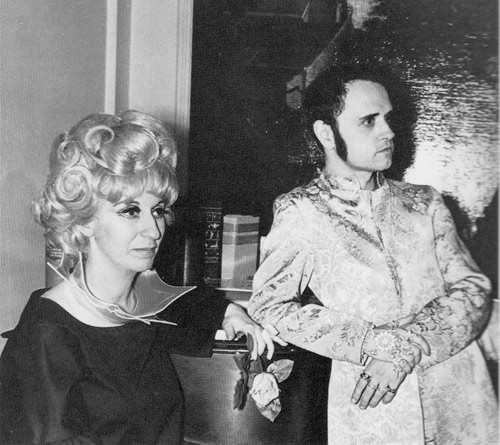
Berberian i Bussotti

El 1958 s'interpretà per primera vegada la música de Bussotti en públic. Fou a Alemanya, mercès al pianista nord-americà David Tudor, amic i intèrpret de les obres de John Cage. Immediatament després, Cathy Berberian i Pierre Boulez presentaren obres de Bussotti a França.
El 1964 s'establí als Estats Units, on hi romangué dos anys gràcies a una invitació de la Fundació Rockefeller. El 1972 residí durant un any a Berlín.
Junt amb altres músics florentins com Giuseppe Chiari, Giancarlo Cardini, Daniele Lombardi, Albert Mayr, Pietro Grossi, Marcello Aitiani o Sergio Maltagliati, Bussotti encapçal·larà un grup d'artistes multidisciplinaris que defensaven l'experimentació i la interrelació entre arts diferents.

## Estil musical
Bussotti s'allunyà dels principis musicals dominants a Darmstadt a finals de la dècada de 1950 per apropar-se a la música i la filosofia compositiva de John Cage -al que va conèixer, precisament, en els cursets d'estiu d'aquesta ciutat alemanya-. Adoptà doncs, un llenguatge molt lliure, proper a la idea de l'atzar i la indeterminació, compatible amb la influència dels seus compositors tard-romàntics i expressionistes favorits, com Gustav Mahler, Giacomo Puccini o Alban Berg. L'erotisme (especialment l'homoerotisme) és també un dels caràcters més destacats de bona part de la producció musical de Bussotti, sovint concebuda com una exaltació de l'eres.

## Edicions musicals
Les partitures de Bussoti s'han publicat en les editorials Universal, Moeck, Bob, Rai Trade, i, especialment, Casa Ricordi, la seva principal editora a partir de finals de la dècada de 1950.

## Altres activitats: pintura, escenografia, literatura
A més de la seva labor com a compositor, Bussotti sempre cultivà amb èxit altres disciplines artístiques, en les quals assolí gran reconeixement. Així, la seva faceta com a pintor va merèixer una exposició en el Museu d'Orsay de París. També destacà com a figurinista i escenògraf: col·laborà en muntatges dels més importants teatres i festivals d'Europa, com el Maggio Musicale Fiorentino, el Teatro Reggio de Torí, la Fenice de Venècia, l'Arena de Verona, el Gran Teatre del Liceu de Barcelona, el Teatro de la Zarzuela de Madrid o el de La Scala de Milà. A més, publicà poesia (Letterati ignoranti), l'assaig I miei Teatri, una miscel·lània d'escrits sota el títol Disordine alfabetico i el llibre il·lustrat Moda e Musica.
També desenvolupà importants càrrecs com a organitzador i programador musical; fou, per exemple, director artístic del Festival Puccinià de Torre del Lago, del Teatre La Fenice de Venècia i de la secció de música de la Bienal de Venècia.

## Premis
- Per la seva feina com a compositor, ha rebut en tres ocasions (1961, 1963 i 1965) el premi SIMC (Società Internazionale di Musica Contemporània).
- El 1967 assolí el Premi All'Amelia de la Bienal de Venècia.
- El 1979 guanyà el Premi de la Crítica Janni Psacaropulo de Torí.
- Entre altres reconeixements, ha estat anomenat ciutadà honorífic de Rouen i Palerm. També és (Commandeur de l'Ordre des Arts et des Lettres) de França i acadèmic de les Acadèmies Filharmònica Romana i Nacional de Santa Cecília.